# 克魯克縣 (懷俄明州)
克魯克縣（英語：Crook County）是位於美國懷俄明州東北角的一個縣，北鄰蒙大拿州，東鄰南達科他州。面積7,435平方公里。根據美國2000年人口普查，共有人口5,887人。縣治森丹斯 (Sundance)。
成立於1875年。縣名是紀念南北戰爭和印第安戰爭時期將領、來自俄亥俄州的喬治·克魯克 (George Crook)。